# 毛抜形太刀

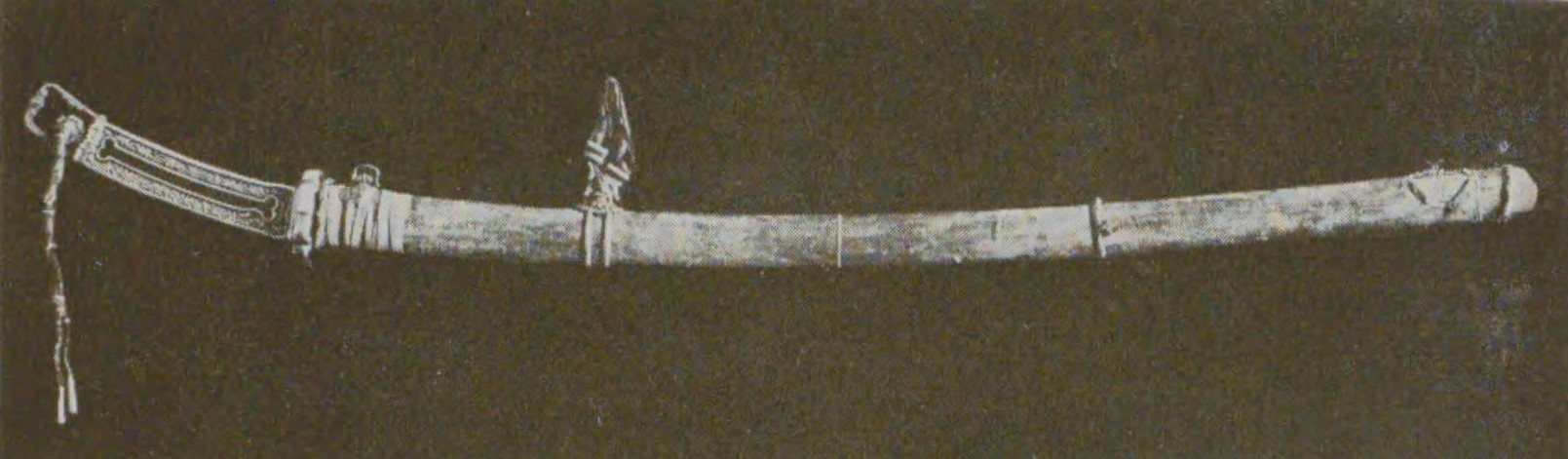
毛抜形太刀（伊勢神宮所蔵、重要文化財）

毛抜形太刀（けぬきがたたち）は、平安時代中期頃に登場した太刀の一様式。日本刀の原型（起源）と考えられている刀である。柄（鉄製）と刀身とが接合され一体となるよう作られている（共鉄造り）。
別称に「衛府の太刀」がある。また一部では『白河上皇高野御幸記（高野行幸記）』の中で「俘囚野剣」とも呼ばれているとされるが、原本である高野山西南院所蔵『寛治二年白河上皇高野御幸記』の中に俘囚野剣という語の記述は確認出来ない

## 成立過程
毛抜形太刀の直接的な起源は、古墳時代、東北地方の蝦夷が用いてきた蕨手刀である。最初期の蕨手刀は直刀だったが、改良により、突き刺すのではなく騎乗にて振り下ろして斬る使い方（疾駆斬撃戦）に適すように、次第に柄および刃が反り、彎刀に近づいた。
朝廷の律令軍によって東北地方が制圧支配されると、蝦夷の騎乗武器・戦法の特徴が和人へ伝わり、蕨手刀が段階的に改良発展された結果として、下記に述べるように日本刀の原型とされる毛抜形太刀へ至った。
まず、蕨手刀の柄に透かしをつけた毛抜形蕨手刀に改良された。これは出土状況などから9世紀初めに蝦夷自身の手によって改良されたものと見られている。この柄の透かしによって、握りやすくなり、柄と刀が一体であった蕨手刀の弱点である斬撃時の衝撃を緩和させることに成功している。
さらに、毛抜形蕨手刀の柄頭から特徴的であった蕨形の装飾が消えて毛抜形刀となる。柄頭の装飾が消えたことからも、実用性に重きが置かれていく過程が分かる。この毛抜形刀についても、蝦夷が9世紀末までに開発したものと考えられている。
舞草（一関市）にこの毛抜形刀の鍛冶集団が生まれ、舞草鍛冶、舞草刀と呼ばれた。
最古のものは、長野県塩尻市宗賀で出土したもので、10世紀のものと推定されている。出土刀も、神社に奉納されていた伝世刀も、全て関東以西である。

### 誕生
さらに、毛抜形刀から、より長い刃長を持つ毛抜形太刀が生まれた。この毛抜形太刀は急速に普及し、衛府官人（天皇親衛隊幹部）の制式太刀として採用されるに至っている。
この太刀の登場により、律令的戦術から脱した武人・武官達は、中世の武士の原型を作ることとなる。

## 文化財

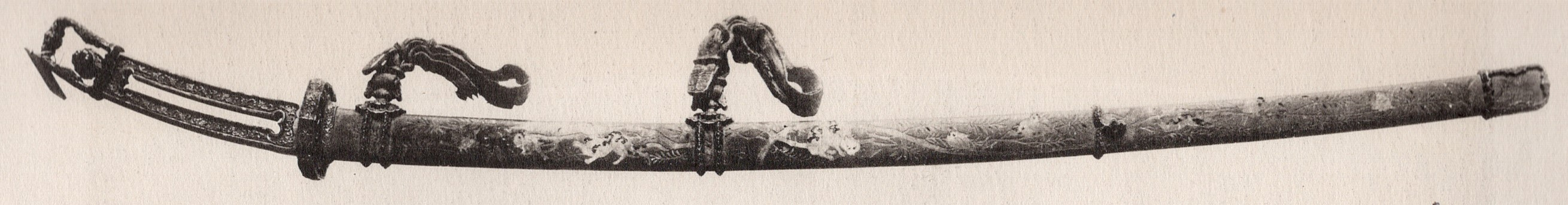
金地螺鈿毛抜形太刀（春日大社蔵、国宝）

毛抜形太刀
伊勢神宮蔵。重要文化財。詳細は当該項目を参照。
毛抜形太刀〈無銘（伝藤原秀郷奉納）/〉附梨子地桐紋蒔絵鞘
宝厳寺蔵。重要文化財。詳細は当該項目を参照。
毛抜形太刀〈無銘/〉
太宰府天満宮蔵。重要文化財。詳細は当該項目を参照。
金地螺鈿毛抜形太刀（きんじらでん けぬきがたたち）
現存する毛抜形太刀の中でも最高作とされ、奈良春日大社蔵。ただし、深く錆つき、刀身は抜けないとされる。鞘には螺鈿と蒔絵が施されている。
平成27年（2015年）から翌28年にかけての春日大社第60次式年造替に合わせて同太刀の復元が試みられ、その様子は平成28年12月にNHKドキュメンタリーとして放送された。

## 備考
- この他、竹生島にも平家の公達経盛の所用とされるものが奉納されているが、これも焼け身である。
- 赤地錦包毛抜形太刀のレプリカは、東京国立博物館において見られる。
- 宮城学院女子大学名誉教授の佐々木忠慧が1990年2月に発表した説として、清少納言著の『枕草子』内の「たちはたまつくり」の一文を「太刀は玉造鍛冶（現西大崎地区）の作がよい」と解釈したものがある。これは「舞草（もくさ）刀研究会」が明らかにした玉造鍛冶像をヒントにした説であり、『枕草子』が成立した時期（10世紀末）、舞草鍛冶の鍛えた刀の出来栄えが宮廷で話題となり、清少納言が簡潔に書きまとめたとする説である。舞草刀とは極初期の日本刀と分類される刀であり、玉造鍛冶は現在の一関市を中心として活動した舞草鍛冶が俘囚として玉造郡衙（現大崎市、旧岩出山町西大崎地区）に移された（岩手から宮城へ南下した）集団と考えられている。いずれにしても、日本刀の成立には蝦夷鍛冶の技術力に因があることは確かである。
- 考古学研究者の津野仁は、共鉄柄で柄頭が方形の刀に対して、「方頭共鉄柄刀」という呼称を提唱し、木柄刀との系統的な発展の違いと関連について、近年、論文を出している（津野仁 『日本刀の成立過程 - 木柄刀と古代刀の変遷 -』 2010年）。
- 日本陸海軍の元帥刀は毛抜形太刀を模した様式であった。

### 原典
1. ↑  高野山西南院所蔵『寛治二年白河上皇高野御幸記』